# Karlova Ves (Bratislava)
Karlova Ves (německy Karlsdorf, maďarsky Károlyfalu) je městská část Bratislavy ležící v okrese Bratislava IV. Spadá pod ni i sídliště Dlhé diely, nachází se zde množství škol, ZOO, budova Slovenské televize i největší bratislavský dunajský ostrov Sihoť. Městská část má vlastní polikliniku a knihovnu.

## Historie
Lokalita byla obývána již v období paleolitu, což dokládají četné archeologické nálezy (jednoduché majzlíky, pěstní klín). Ve středověku oblast náležela k děvínskému panství. Později se stala klidnou vinohradnickou obcí v zázemí hornouherské metropole. Roku 1944 byla připojena k Bratislavě a v současnosti zde kromě více než 33 000 stálých obyvatel pobývá rovněž zhruba 15 000 vysokoškolských studentů (na kolejích v Mlýnské dolině).

## Přírodní poměry
V katastrálním území Karlova Ves leží chráněný areál Lesné diely a zasahují do něj části chráněných areálů Sihoť a Pečnianský les.

## Obecní správa
V roce 2004 došlo k otevření nové budovy úřadu místní městské části na nově postaveném Náměstí svatého Františka, plnícím roli pomyslného centra volného času Karlovy Vsi.

### Starostové
- 1991–1994: Jozef Krištúfek
- 1994–1998: Bystrík Hollý
- 1998–2002: Bystrík Hollý
- 2002–2006: Bystrík Hollý (DS, DÚ, KDH, SZS)
- 2006–2010: Iveta Hanulíková (SMER, HZDS, SNS)
- 2010–2014: Iveta Hanulíková (SMER)
- od roku 2014: Dana Čahojová (nezávislá)

## Školství
Základní škola Karloveská 61 vznikla v roce 1969. Škola disponuje dopravním, volejbalovým a basketbalovým hřištěm pod širým nebem, stejně jako dráhou pro skok do dálky. K absolventům školy patří např. herec Roman Pomajbo. Církevní Spojená škola sv. Františka z Assisi se nachází na adrese Karloveská 32. Areál školy disponuje sportovním betonovým hřištěm a hřištěm s umělou trávou. Spojená škola Tilgnerova  stojí v Tilgnerově ulici č. 14. Pod hlavičkou školy funguje osmileté gymnázium, čtyřleté gymnázium i základní škola.

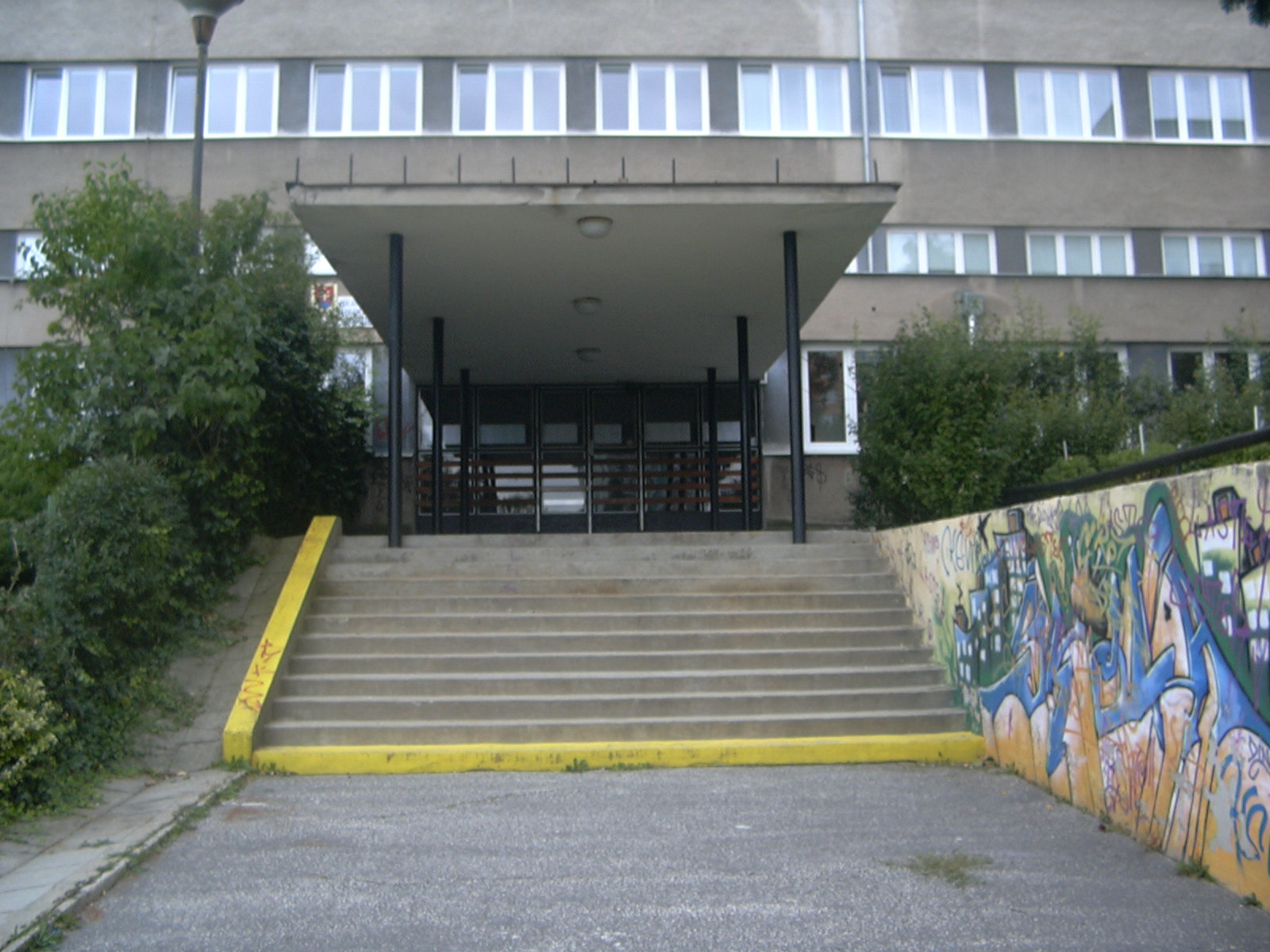
Základní škola Karloveská
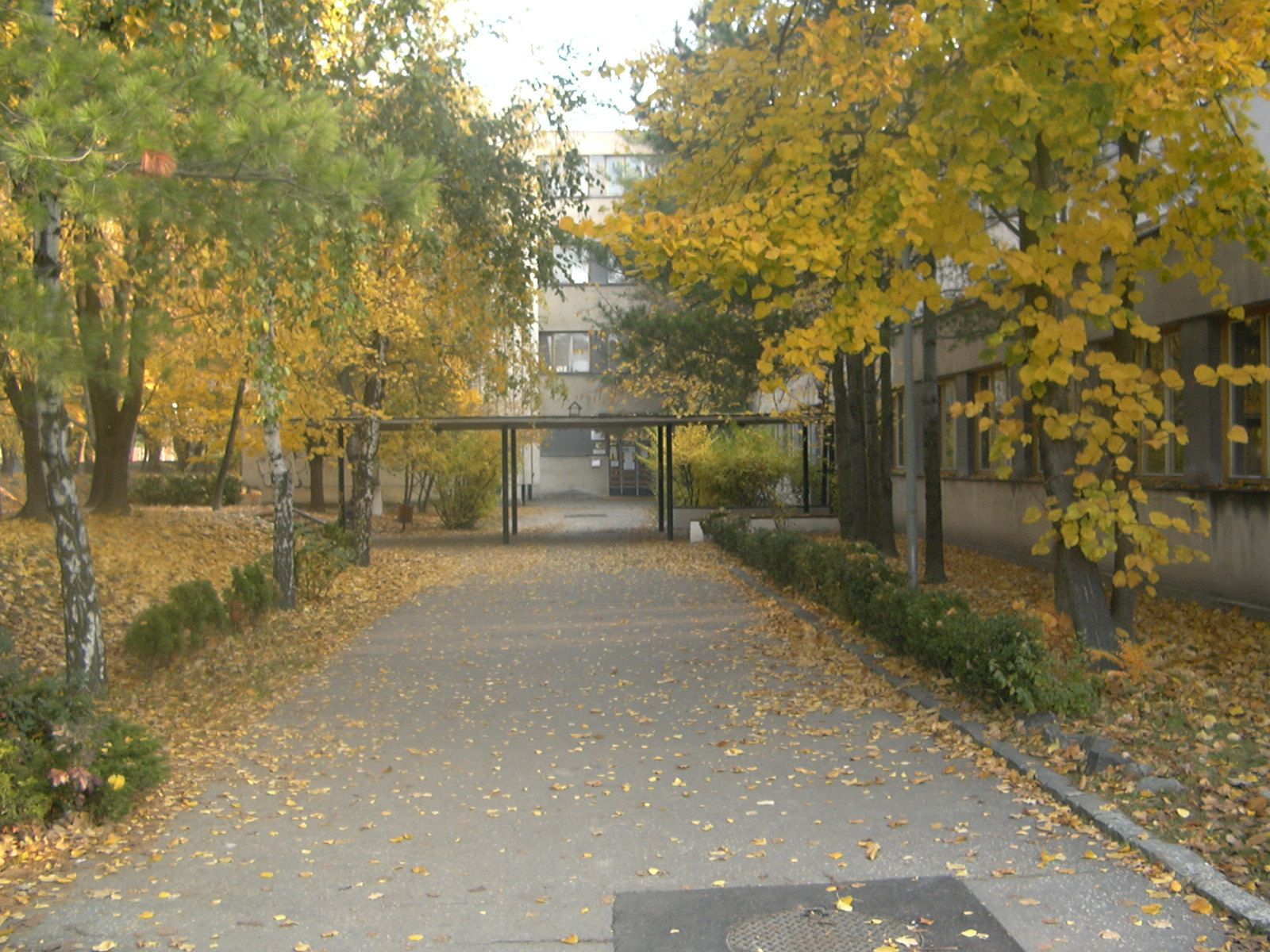
Spojená škola sv. Františka z Assisi
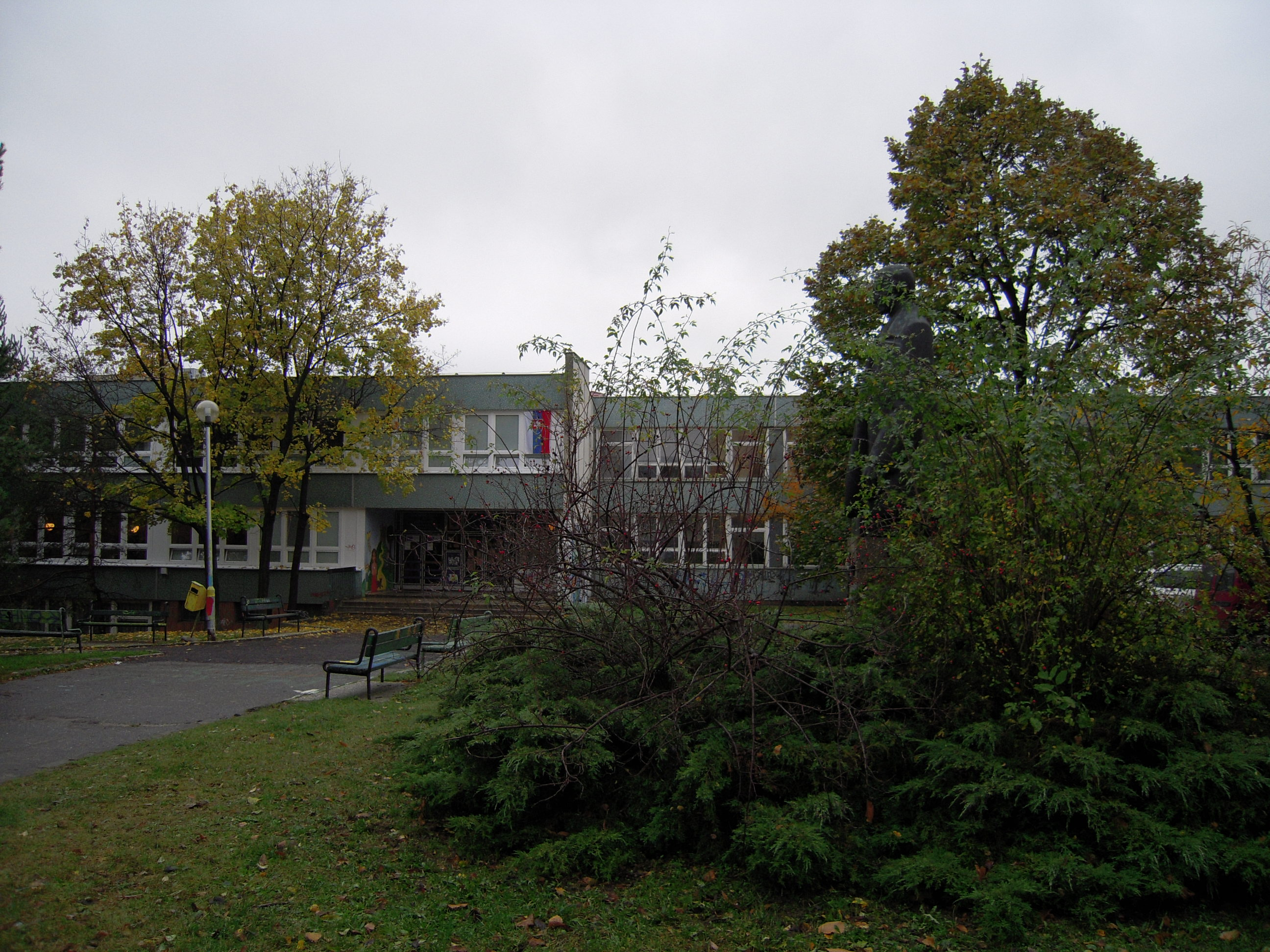
Spojená škola Tilgnerova

### Ostatní školy
- Základní škola Alexandra Dubčeka (Základní škola Majerníkova)
- Základní škola Veternicová
- Gymnázium Ladislava Sáry
- Spojená soukromá škola ESPRIT

## Kostely
V Karlově Vsi jsou tři římskokatolické kostely:
- Kostel narození Panny Marie, vysvěcený v roce 1995
- Kostel svatého Michaela archanděla
- Kostel svatého Františka z Assisi, vysvěcený v roce 2002

## Sport
V Karlově vsi fungují v současnosti sportovní kluby:
- MBK Karlovka
- Karloveský sportovní klub zastřešující následující sportoviště a oddíly:[3][nedostupný zdroj]
  - Posilovna KŠK
  - Spinningové centrum KŠK
  - TJ Tatran Bratislava
  - Produkt Crew KŠK
  - Pingpongový klub Karlova Ves
  - Karloveské taneční centrum
  - Ipon judo klub Bratislava
  - ŠK Synchro Bratislava
  - Karate klub Karlova Ves
  - Vodácký klub Karlova Ves
  - Latino culture projekt, Akademie Miguela Méndeze
  - Bike team Bratislava
  - Golfový klub BA
  - FKM Karlova Ves
  - Kurilla sport
  - Folklorní soubor Dolina
  - MBK A. Dubčeka
  - SK Regina
  - Klub vodního slalomu Karlova Ves
  - Školní sportovní klub GLS

V Karlově Vsi se nacházejí i tři multifunkční hřiště:
- V areálu školy Karloveská 32
- V areálu školy Alexandra Dubčeka
- V areálu školy Veternicová 20

## Městská hromadná doprava

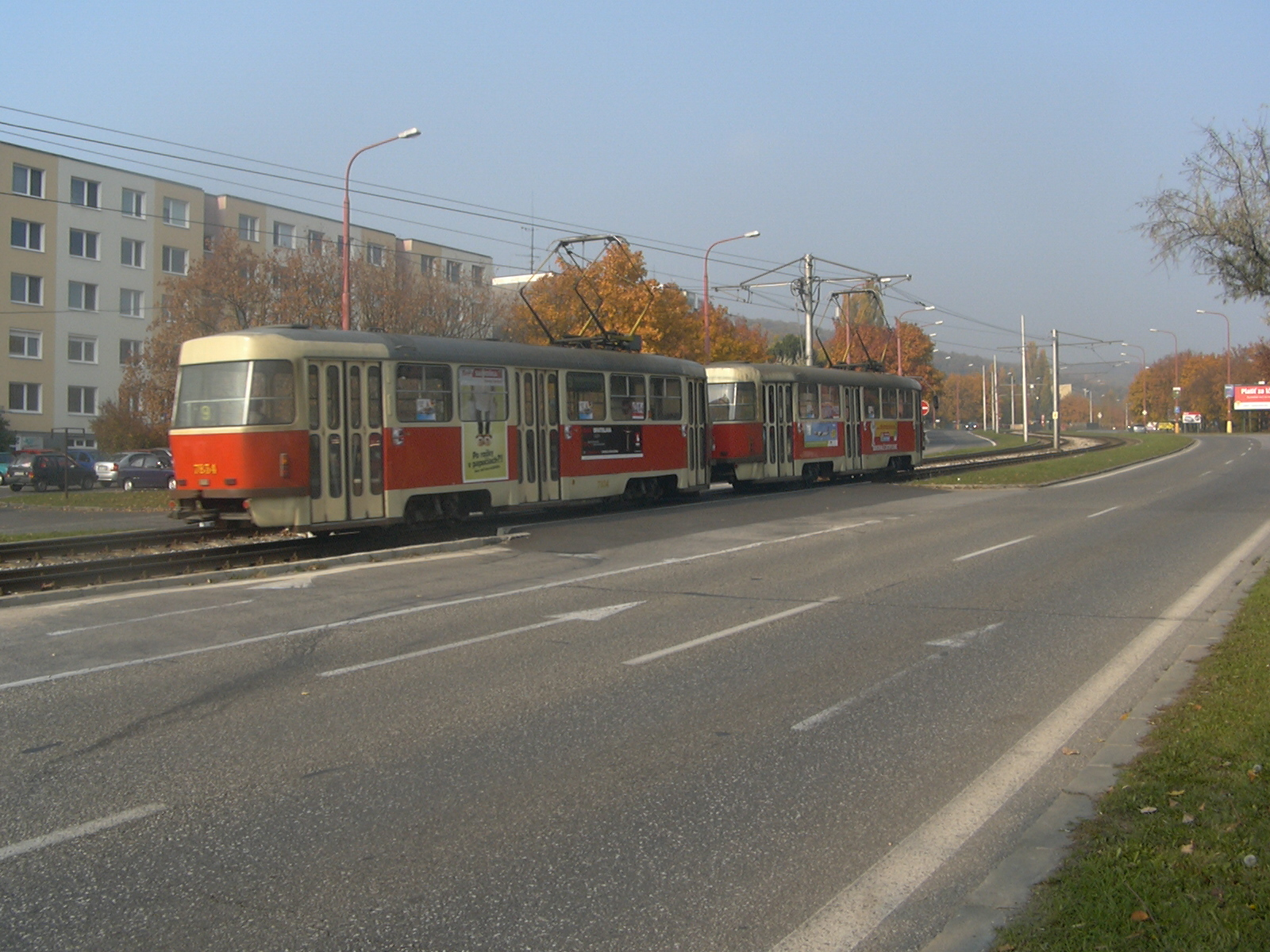
Tramvaj číslo 9 mezi zastávkami Úřad městské části Karlova Ves a Borská

Do Karlovy Vsi jezdí tramvaje č. 4 a 9; autobusy 32, 35, 133, 139, duobus 33 a noční spoje N33 a N34.

## Osobnosti
Výběr významných osobností:
- Libor Ebringer, slovenský mikrobiolog[5][6][7]
- Ferdinand Juriga, kněz, národní buditel, politik, publicista (jeho jméno nese náměstí v Karlově Vsi)
- Ľubomír Kadnár, kanoista
- Florián Tománek, kněz, redaktor a politik
- Daniel Šmihula, právník a politolog